# Drăgolești
Drăgolești – wieś w Rumunii, w okręgu Ardżesz, w gminie Cotmeana. W 2011 roku liczyła 44 mieszkańców.